# Lucio Emilio Papo
Lucio Emilio Papo (latino: Lucius Aemilius Papus; fl. 225 a.C.–216 a.C.) è stato un politico romano.

## Biografia
Nipote di Quinto Emilio Papo, fu eletto console nel 225 a.C. con Gaio Atilio Regolo. 
Quello fu l'anno della massiccia guerra nella Gallia Cisalpina. I Galli, che già negli anni precedenti avevano mostrato chiari segni di ostilità, vennero raggiunti da altri Galli provenienti da oltre le Alpi e si preparavano ad un'altra invasione della penisola italiana. La condotta della guerra fu affidata a Papo, mentre al collega Atilio Regolo fu affidato il compito di sedare la rivolta scoppiata in Sardegna. 
Papo pose il proprio comando ad Ariminum, mentre un secondo esercito romano, sotto il comando di un pretore, fu posto a presidiare l'Etruria. 
I Galli iniziarono a penetrare tra le due armate, devastando le terre etrusche. In principio affrontarono e sconfissero l'esercito del pretore e lo avrebbero completamente distrutto, se non fosse giunto Emilio Papo a salvarlo.
I Galli iniziarono a ritirarsi, così da non affrontare l'esercito consolare. Durante la loro ritirata lungo le coste della Liguria, però, si imbatterono nell'altro esercito consolare, che, richiamato dalla Sardegna, era sbarcato a Pisa; i Galli furono costretti a combattere e, sebbene fossero in una posizione di svantaggio, combatterono con grande ardore nella piana di Campo Regio, in quella che è ricordata come la battaglia di Talamone.
Alla fine, nonostante la morte dell'altro console Atilio Regolo, la vittoria romana fu completa: secondo le fonti ben 40.000 furono i morti dei Galli e 10.000 furono fatti prigionieri e tra questi anche il loro re Concolitano.
Per consolidare la vittoria, Emilio Papo fece marciare l'esercito nel paese dei Galli Boi, devastandolo il più possibile. Al suo ritorno a Roma gli fu dedicato un trionfo.
Successivamente, nel 220 a.C. Emilio Papo fu censore con Gaio Flaminio Nepote. Nel censimento di tale anno furono registrati 270.213 cittadini.
Nel 216 a.C. Emilio Papo fu uno dei triumviri mensarii nominati nel corso dello stesso anno a causa della scarsità di denaro.